# Scolecithricella pacifica
Scolecithricella pacifica is een eenoogkreeftjessoort uit de familie van de Scolecitrichidae. De wetenschappelijke naam van de soort is voor het eerst geldig gepubliceerd in 1956 door Chiba.